# Lista de líderes políticos que possuíam patentes militares em exercício
Este anexo lista os chefes do governo e chefes de Estado que possuíam um posto militar ativo no exercício do mandato.
Note que em muitos países, o chefe de estado em exercício possui um posto militar ex officio, por exemplo, o presidente dos Estados Unidos é o comandante-em-chefe das forças armadas. Esta lista omite os postos ex officio.
- Observações:

1. Entre parênteses estão primeiramente as patentes militares seguido da data em que o governante esteve no poder;
2. Nem todos os líderes citados estabeleceram uma ditadura militar;

## África
Argélia
- Houari Boumedienne (Coronel) (Em Funções de 1965-1978)
- Khaled Nezzar (Major General) (Em Funções de 1992-1994)

Benim
- Christophe Soglo (Coronel) (Em Funções de 1963-1964 & 1965-1967)
- Alphonse Alley (Tenente-coronel) (Em Funções de 1967-1968)
- Maurice Kouandété (Tenente-coronel) (Em Funções de 1967-1968)
- Paul-Émile de Souza (Coronel) (Em Funções de 1969-1970)
- Mathieu Kérékou (Major) (Em Funções de 1972-1991)

Burkina Faso
- Sangoulé Lamizana (Major General) (Em Funções de 1966-1980)
- Saye Zerbo (Coronel) (Em Funções de 1980-1982)
- Jean-Baptiste Ouédraogo (Major) (Em Funções de 1982-1983)
- Thomas Sankara (Capitão) (Em Funções de 1983-1987)
- Blaise Compaoré (Capitão) (Em Funções de 1987-2014)

Burundi
- Michel Micombero (Capitão) (Em Funções de 1966-1976)
- Jean-Baptiste Bagaza (Coronel) (Em Funções de 1976-1987)
- Pierre Buyoya (Major) (Em Funções de 1987-1993)

República Centro-Africana
- Jean-Bédel Bokassa (General de brigada) (Em Funções de 1966-1979)
- André Kolingba (General) (Em Funções de 1981-1993)
- François Bozizé (General) (Em Funções de 2003-2013)

Chade
- Félix Malloum (General de brigada) (Em Funções de 1975-1979)
- Hissène Habré (General) (Em Funções de 1982-1990)
- Idriss Déby (General) (Em Funções de 1990-2021)

Comores
- Azali Assoumani (Coronel) (Em Funções de 1999-2006 & 2016-Presente)

República do Congo
- Marien Ngouabi (Major) (Em Funções de 1969-1977)
- Louis Sylvain Goma (Major) (Em Funções de 1975-1984)
- Joachim Yhombi-Opango (General de brigada) (Em Funções de 1977-1979)
- Denis Sassou-Nguesso (Coronel/General) (Em Funções de 1979-1992 & 1997-Presente)

Costa do Marfim
- Robert Guéï (General) (Em Funções de 1999-2000)

Egito
- Muhammad Naguib (Major General) (Em Funções de 1953-1954)
- Gamal Abdel Nasser (Coronel) (Em Funções de 1954-1970)
- Anwar El Sadat (Coronel) (Em Funções de 1970-1981)
- Mohamed Hussein Tantawi (Marechal de campo) (Em Funções de 2011-2012)
- Abdul Fatah Khalil Al-Sisi (Marechal) (Em Funções de 2014-Presente)

Guiné Equatorial
- Teodoro Obiang Nguema Mbasogo (General de brigada) (Em Funções de 1979-presente)

Etiópia
- Aman Andom (Tenente-general) (Em Funções de Setembro-Novembro de 1974)
- Tafari Benti (General de brigada) (Em Gunções de 1974-1977)
- Mengistu Haile Mariam (Coronel) (Em Funções de 1977-1991)

Gâmbia
- Yahya Jammeh (Capitão) (Em Funções de 1994-2017)

Gana
- Joseph Arthur Ankrah (Tenente-general) (Em Funções de 1966-1969)
- Akwasi Afrifa (Brigadeiro) (Em Funções de 1969-1970)
- Ignatius Kutu Acheampong (General) (Em Funções de 1972-1978)
- Fred Akuffo (Tenente-general) (Em Funções de 1978-1979)
- Jerry Rawlings (General) (Em Funções de Junho-Setembro de 1979 & 1981-2001)

Guiné
- Lansana Conté (General) (Em Funções de 1984-2008)
- Diarra Traoré (Coronel) (Em Funções de Março-Dezembro de 1984)
- Moussa Dadis Camara (Capitão) (Em Funções de 2008-2009)
- Sékouba Konaté (General de brigada) (Em Funções de 2009-2010)

Lesoto
- Justin Lekhanya (Major General) (Em Funções de 1986-1991)
- Elias Phisoana Ramaema (Major General) (Em Funções de 1991-1993)

Libéria
- Samuel Doe (General) (Em funções de 1980-1990)

Líbia
- Muammar al-Gaddafi (Coronel) (Em Funções de 1969-1979, líder de facto 1979-2011)[1]
- Abdessalam Jalloud (Major) (Em Funções de 1972-1977)

Madagascar
- Gabriel Ramanantsoa (Major General) (Em Funções de 1972-1975)
- Gilles Andriamahazo (Major General) (Em Funções de Fevereiro-Junho de 1975)
- Didier Ratsiraka (Vice-almirante) (Em Funções de 1975-1993)
- Désiré Rakotoarijaona (Tenente-coronel) (Em Funções de 1977-1988)
- Charles Rabemananjara (General) (Em Funções de 2007-2009)
- Albert Camille Vital (General de brigada) (Em Funções de 2009-2011)

Mali
- Moussa Traoré (General) (Em Funções de 1968-1991)
- Amadou Toumani Touré (General de brigada) (Em Funções de 1991-1992 & 2002-2012)

Mauritânia
- Mustafa Ould Salek (Coronel) (Em Funções de 1978-1979)
- Ahmed Ould Bouceif (Tenente-coronel) (Em Funções de Abril-Maio de 1979)
- Mohamed Mahmoud Ould Louly (Tenente-coronel) (Em Funções de 1979-1980)
- Mohamed Khouna Ould Haidalla (Coronel) (Em Funções de 1979-1984)
- Maaouya Ould Sid'Ahmed Taya (Coronel) (Em Funções de 1981-2005)
- Ely Ould Mohamed Vall (Coronel) (Em Funções de 2005-2007)
- Mohamed Ould Abdel Aziz (General) (Em Funções de 2009-2019)

Níger
- Seyni Kountché (Tenente-coronel) (Em Funções de 1974-1987)
- Ali Saibou (General de brigada) (Em Funções de 1987-1993)
- Ibrahim Baré Maïnassara (Coronel) (Em Funções de 1996-1999)
- Daouda Malam Wanké (Major) (Em Funções de Abril-Dezembro de 1999)
- Salou Djibo (Coronel) (Em Funções de 2010-2011)
- Abdourahamane Tchiani (General) (Em funções desde 28 de julho de 2023)

Nigéria
- Johnson Aguiyi-Ironsi (Major General) (Em Funções de Janeiro-Julho de 1966)
- Yakubu Gowon (Tenente-coronel/General) (Em funções de 1966-1975)
- Murtala Mohammed (General) (Em Funções de 1975-1976)
- Olusegun Obasanjo (Tenente-general) (Em Funções de 1976-1979 & 1999-2007)
- Muhammadu Buhari (Major General) (Em Funções de 1983-1985 & 2015-2023)
- Ibrahim Babangida (Major General) (Em Funções de 1985-1993)
- Sani Abacha (General) (Em funções de 1993-1998)
- Abdulsalami Abubakar (Major General) (Em Funções de 1998-1999)

Ruanda
- Juvénal Habyarimana (Major General) (Em Funções de 1973-1994)

Serra Leoa
- Andrew Juxon-Smith (Brigadeiro) (Em Funções de 1967-1968)
- Valentine Strasser (Capitão) (Em Funções de 1992-1996)
- Solomon Musa (Tenente) (Em Funções de 1992-1993)
- Julius Maada Bio (Brigadeiro) (Em Funções de 1993-1995,Janeiro-Março de 1996-desde 2018) )
- Johnny Paul Koroma (Major) (Em Funções de 1997-1998)

Somália
- Siad Barre (Major General) (Em Funções de 1969-1991)

Sudão
- Ibrahim Abboud (General) (Em Funções de 1958-1964)
- Gaafar Nimeiry (Major General) (Em Funções de 1969-1985)
- Abdel Rahman Swar al-Dahab (General) (Em Funções de  1985-1986)
- Omar al-Bashir (Marechal de Campo) (Em Funções de 1989-2019)
- Abdel Fattah Abdelrahman Burhan (Tenente-general) (Em Funções de 2019-Presente)

Togo
- Kléber Dadjo (Coronel) (Em Funções de Janeiro-Abril de 1967)
- Gnassingbé Eyadéma (Coronel/General) (Em Funções de 1967-2005)

Uganda
- Idi Amin (Major General) (Em Funções de 1971-1979)
- Tito Okello (General) (Em Funções de 1985-1986)
- Yoweri Museveni (Tenente-general) (Em Funções de 1986-Presente)

Zaire (Atual República Democrática do Congo)
- Mobutu Sese Seko (Tenente-general) (Em Funções de 1965-1997)

## Américas

### América Do Norte
Estados Unidos
- George Washington (Generalissimo) (Em Funções de 1789-1797)
- Thomas Jefferson (Coronel) (Em Funções 1801-1809)
- James Madson (Coronel) (Em Funções de 1809-1817)
- James Monroe (Coronel) (Em Funções de 1817-1825)
- Andrew Jackson (Major General) (Em Funções de 1829-1837)
- William Henry Harrison (Major General) (Em Funções de Março-Abril de 1841)
- John Tyler (Capitão) (Em Funções de 1841-1845)
- James K. Polk (Coronel) (Em Funções de 1845-1849)
- Zachary Taylor (Major General) (Em Funções de 1849-1850)
- Millard Fillmore (Major) (Em Funções de 1850-1853)
- Franklin Pierce (General de Brigada) (Em Funções 1853-1857)
- James Buchanan (Soldado) (Em Funções de 1857-1861)
- Abraham Lincoln (Capitão) (Em Funções de 1861-1865)
- Andrew Johnson (General de Brigada) (Em Funções de 1865-1869)
- Ulysses S. Grant (General) (Em Funções de 1869-1877)
- Rutherford B. Hayes (Major General) (Em Funções de 1877-1881)
- James A. Garfield (Major General) (Em Funções de Março-Setembro de 1881)
- Chester A. Arthur (Major General) (Em Funções de 1881-1885)
- Benjamin Harrison (Major General) (Em Funções de 1889-1893)
- William McKinley (Major) (Em Funções de 1896-1901)
- Theodore Roosevelt (Coronel) (Em Funções de 1901-1909)
- Harry S. Truman (Coronel) (Em Funções de 1945-1953)
- Dwight D. Eisenhower (General) (Em Funções de 1953-1961)
- John F. Kennedy  (Tenente) (Em Funções de 1961-1963)
- Lyndon B. Johnson (Comandante) (Em Funções de 1963-1969)
- Richard Nixon (Comandante) (Em Funções 1969-1974)
- Gerald Ford (Tenente Comandante) (Em Funções de 1974-1977)
- Jimmy Carter (Tenente) (Em Funções de 1977-1981)
- Ronald Reagan (Capitão) (Em Funções de 1981-1989)
- George H.W. Bush (Tenente) (Em Funções de 1989-1993)
- George W. Bush (Primeiro Tenente) (Em Funções de 2001-2009)

México
- Guadalupe Victoria (General) (Em Funções de 1824-1829)
- Antonio López de Santa Anna (General) (Em Funções de 1834-1835,1839,1841-1842,1843,1844,1847 & 1853-1855)
- Juan N. Méndez (General) (Em Funções de 1876-1877)
- Porfirio Díaz (General) (Em Funções de Novembro-Dezembro de 1876,1877-1880 & 1884-1911)
- Manuel González (General) (Em Funções de 1880-1884)
- Victoriano Huerta (General) (Em Funções 1913-1914)
- Manuel Ávilla Camacho (General) (Em Funções de 1940-1946)

### América Central
Costa Rica
- Tomás Guardia Gutiérrez (General) (Em Funções de 1870-1876 & 1877-1880)
- Federico Tinoco Granados (General) (Em Funções de 1917-1919)

Cuba
- Fulgencio Batista (Coronel) (Em Funções de 1933-1944 & 1952-1959)

República Dominicana
- Gregorio Luperón (General) (Em Funções de 1879-1880)
- Ulises Heureaux (General) (Em Funções de 1882-1884 & 1887-1899)
- Rafael Trujillo (General) (Em Funções de 1930-1961)

El Salvador
- Maximiliano Hernández Martínez (General) (Em Funções de 1931-1934 & 1935-1944)
- Andrés Ignacio Menéndez (General) (Em Funções de 1934-1935 & Maio-Outubro de 1944)
- Osmín Aguirre y Salinas (Coronel) (Em Funções de 1944-1945)
- Óscar Osorio (Tenente-coronel) (Em Funções de 1948-1956)
- José María Lemus (Tenente-coronel) (Em Funções de 1956-1960)
- Julio Adalberto Rivera Carballo (Coronel) (Em Funções de 1962-1967)
- Fidel Sánchez Hernández (General) (Em Funções de 1967-1972)
- Arturo Armando Molina (Coronel) (Em Funções de 1972-1977)
- Carlos Humberto Romero (General) (Em Funções de 1977-1979)

Guatemala
- Jacobo Arbenz Guzman (Coronel) (Em Funções de 1951-1954)
- Carlos Castillo Armas (Coronel) (Em Funções de 1954-1957)
- Guillermo Flores Avendaño (Coronel) (Em Funções de 1957-1958)
- Enrique Peralta Azurdia (Coronel) (Em Funções de 1963-1966)
- Carlos Manuel Arana Osorio (Coronel) (Em Funções de 1970-1974)
- Kjell Eugenio Laugerud García (General) (Em Funções de 1974-1982)
- Fernando Romeo Lucas García (General de brigada) (Em Funções de 1978-1982)
- Efraín Ríos Montt (General de brigada) (Em Funções de 1982-1983)
- Óscar Humberto Mejía Victores (General de brigada) (Em Funções de 1983-1986)

Haiti
- Paul Magloire (General) (Em Funções de 1950-1956)
- Henri Namphy (Tenente-general) (Em Funções de 1986-1988)
- Prosper Avril (Tenente General) (Em Funções de 1988-1990)
- Raoul Cédras (Tenente General) (Em Funções de 1991-1994)

Honduras
- Tiburcio Carías Andino (General) (Em Funções de 1933-1949)
- Oswaldo López Arellano (General) (Em Funções de 1963-1971 & 1972-1975)
- Juan Alberto Melgar Castro (General) (Em Funções de 1975-1978)
- Policarpo Paz García (General) (Em Funções de 1978-1982)

Nicaragua
- Anastasio Somoza Garcia (Major General) (Em Funções de 1936-1956)
- Anastasio Somoza Debayle (Major General) (Em Funções de 1967-1979)

Panamá
- Omar Torrijos (General de brigada) (Em Funções de 1968-1981)
- Florencio Flores Aguilar (Coronel) (Em Funções de 1981-1982)
- Rubén Darío Paredes (Coronel) (Em Funções de 1982-1983)
- Manuel Noriega (General) (Em Funções de 1983-1989)

### América Do Sul
Argentina
- Justo José de Urquiza (General) (Em Funções de 1854-1860)
- Juan Esteban Pedernera (General) (Em Funções de Novembro-Outubro de 1861)
- Bartolomé Mitre (General) (Em Funções de 1861-1868)
- Julio Argentino Roca (Tenente General) (Em Funções de 1880-1886 & 1898-1904)
- José Félix Uriburu (General) (Em Funções de 1930-1932)
- Agustín Pedro Justo (General) (Em Funções de 1932-1938)
- Arturo Rawson (General) (Em Funções de Junho de 1943)
- Pedro Pablo Ramírez (General) (Em Funções de 1943-1944)
- Edelmiro Julián Farrell (General) (Em Funções de 1944-1946)
- Juan Domingo Peron (Coronel/Tenente General) (Em Funções de 1946-1955 & 1973-1974)
- Eduardo Lonardi (General) (Em Funções de Setembro-Novembro de 1955)
- Pedro Eugenio Aramburu (Tenente General) (Em Funções de 1955-1958)
- Juan Carlos Onganía (General) (Em Funções de 1966-1970)
- Roberto Marcelo Levingston (General de brigada) (Em Funções de 1970-1971)
- Alejandro Agustín Lanusse (General) (Em Funções de 1971-1973)
- Jorge Rafael Videla (General) (Em Funções de 1976-1981)
- Roberto Eduardo Viola (General) (Em Funções de Março-Dezembro de 1981)
- Leopoldo Galtieri (Tenente General) (Em Funções de 1981-1982)
- Alfredo Oscar Saint Jean (General de brigada) (Em Funções de Junho-Julho de 1982)
- Reynaldo Bignone (General) (Em Funções de 1982-1983)

Bolivia
- Simón Bolivar (Generalissimo) (Em Funções de Agosto-Dezembro de 1825)
- Antonio José de Sucre Alcalá (Marechal) (Em Funções de 1825-1828)
- José María Pérez de Urdininea (General) (Em Funções de Abril-Agosto de 1828)
- José Miguel de Velasco Franco (General) (Em Funções de Agosto-Dezembro de 1828,Janeiro-Maio de 1829,1839-1841 & Janeiro-Dezembro de 1848)
- Pedro Blanco Soto (General) (Em Funções de 1828-1829)
- Andrés de Santa Cruz y Calahumana (General) (Em Funções de 1829-1839)
- Sebastián Ágreda (General) (Em Funções de Junho-Julho de 1841)
- José Ballivián Segurola (General) (Em Funções de 1841-1847)
- Eusebio Guilarte Vera (General) (Em Funções de 1847-1848)
- Manuel Isidoro Belzu Humerez (General) (Em Funções de 1848-1855)
- Jorge Córdova (General) (Em Funções de 1855-1857)
- José María Achá Valiente (General) (Em Funções de 1861-1864)
- Mariano Melgarejo Valencia (General) (Em Funções de 1864-1871)
- Agustín Morales Hernández (General) (Em Funções de 1871-1872)
- Hilarión Daza Groselle (General) (Em Funções de 1876-1879)
- Narciso Campero Leyes (General) (Em Funções de 1880-1884)
- José Manuel Pando Solares (General) (Em Funções de 1898-1904)
- Bautista Saavedra Mallea (General) (Em Funções de 1921-1925)
- Carlos Blanco Galindo (General) (Em Funções de 1930-1931)
- David Toro (Coronel) (Em Funções de 1936-1937)
- Germán Busch (Coronel) (Em Funções de 1937-1939)
- Carlos Quintanilla (General) (Em Funções de 1939-1940)
- Enrique Peñaranda (General) (Em Funções de 1940-1943)
- Gualberto Villarroel (Major) (Em Funções de 1943-1946)
- Hugo Ballivián (General) (Em Funções de 1951-1952)
- René Barrientos (General) (Em Funções de 1964-1965 & 1966-1969)
- Alfredo Ovando Candía (General) (Em Funções de 1965-1966 & 1969-1970)
- Juan José Torres (General) (Em Funções de 1970-1971)
- Hugo Banzer (General) (Em Funções de 1971-1978 & 1997-2001)
- Juan Pereda (General) (Em Funções de Julho-Novembro de 1978)
- David Padilla (General) (Em Funções de 1978-1979)
- Luis García Meza Tejada (General) (Em Funções de 1980-1981)
- Celso Torrelio (Major General) (Em Gunções de 1981-1982)
- Guido Vildoso (General) (Em Funções de Julho-Outubro de 1982)

Brasil
- Deodoro da Fonseca (Marechal) (Em Funções de 1889-1891) [2]
- Floriano Peixoto (Marechal) (Em Funções de 1891-1894)[2]
- Hermes Rodrigues da Fonseca (Marechal) (Em Funções de 1910-1914)[3]
- Getúlio Vargas (Sargento) (Em Funções de 1930-1945 & 1951-1954)
- Eurico Gaspar Dutra (General) (Em Funções de 1946-1951)
- Humberto de Alencar Castelo Branco (Marechal) (Em Funções de 1964-1967)[4]
- Artur da Costa e Silva (Marechal) (Em Funções de 1967-1969)[4]
- Emílio Garrastazu Médici (General) (Em Funções de 1969-1974)[4]
- Ernesto Geisel (General) (Em Funções de 1974-1979)[4]
- João Baptista de Oliveira Figueiredo (General) (Em Funções de 1979-1985)[4]
- Itamar Franco (Aspirante) (Em Funções de 1992-1994)
- Jair Bolsonaro (Capitão) (Em Funções de 2019-2022)

Chile
- José Miguel Carrera (General) (Em Funções de Novembro-Dezembro de 1811,Janeiro-Novembro de 1812,1812-1813 & Julho-Outubro de 1814)
- Bernardo O Higgins (General) (Em Funções de 1817-1823)
- Ramón Freire (General) (Em Funções de Abril-Agosto de 1823,1823-1826 & Janeiro-Maio de 1827)
- Manuel Blanco Encalada (Almirante) (Em Funções de de Julho-Setembro de 1826)
- Francisco Antonio Pinto (General) (Em Funções de 1827-1829 & Outubro-Novembro de 1829)
- Francisco Ruiz-Tagle Portales (General) (Em Funções de Fevereiro-Abril de 1830)
- José Joaquín Prieto (General) (Em Funções de 1831-1841)
- Manuel Bulnes Prieto (General) (Em Funções de 1841-1851)
- Manuel Baquedano (General) (Em Funções de Agosto de 1891)
- Jorge Montt (Almirante) (Em Funções de 1891-1896)
- Carlos Ibáñez del Campo (General) (Em Funções de 1927-1931 & 1952-1958)
- Augusto Pinochet (General) (Em Funções de 1973-1990)[5]

Colômbia
- Simón Bolivar (Generalissimo) (Em Funções de 1819-1830)
- Rafael Urdaneta (General) (Em Funções de 1830-1831)
- Francisco de Paula Santander (General) (Em Funções de 1832-1837)
- Pedro Alcántara Herrán (General) (Em Funções de 1841-1845)
- José Hilario López (General) (Em Funções de 1849-1853)
- José María Obando (General) (Em Funções de 1853-1854)
- José María Melo (General) (Em Funções de Abril-Dezembro de 1854)
- Gustavo Rojas Pinilla (General) (Em Funções de 1953-1957)
- Gabriel Gordillo (Major General) (Em Funções de 1957-1958)

Equador
- Juan José Flores (General) (Em Funções de 1830-1834 & 1839-1845)
- Vicente Rocafuerte (Almirante) (Em Funções de 1835-1839)
- Vicente Ramón Roca (Almirante) (Em Funções de 1845-1849)
- Gabriel García Moreno (General) (Em Funções de 1859-1865 & 1869-1875)
- Ignacio de Veitemilla (General) (Em Funções de 1876-1883)
- Eloy Alfaro (General) (Em Funções de 1895-1901 & 1906-1911)
- Ramón Castro Jijón (Almirante) (Em Funções de 1963-1966)
- Guillermo Rodríguez (General) (Em Funções de 1972-1976)
- Alfredo Poveda (Almirante) (Em Funções de 1976-1979)
- Carlos Mendoza Poveda (General) (Em Funções de Janeiro de 2000)
- Lucio Gutiérrez (Coronel) (Em Funções de 2003-2005)

Paraguai
- Fulgencio Yegros (General) (Em Funções de 1811 & Fevereiro-Junho de 1814)
- Mariano Roque Alonzo (General) (Em Funções de Fevereiro-Março de 1841)
- Francisco Solano López (Marechal) (Em Funções de 1864-1870)
- Bernardino Caballero (General) (Em Funções de 1880-1886)
- Patricio Escobar (General) (Em Funções de 1886-1890)
- Juan Bautista Egusquiza (General) (Em Funções de 1894-1898)
- Juan Antonio Escurra (Coronel) (Em Funções de 1902-1904)
- Benigno Ferreira (General) (Em Funções de 1906-1908)
- Albino Jara (Coronel) (Em Funções de Janeiro-Julho de 1911)
- Rafael Franco (General) (Em Funções de 1936-1937)
- José Félix Estigarribia (General) (Em Funções de 1939-1940)
- Higinio Moríñigo (General) (Em Funções de 1940-1948)
- Raimundo Rolón (General) (Em Funções de Janeiro-Fevereiro de 1949)
- Alfredo Stroessner (General) (Em Funções de 1954-1989)
- Andrés Rodríguez (General) (Em Funções de 1989-1993)

Peru
- José de San Martín (Generalissimo) (Em Funções de 1821-1822)
- José de La Mar (General) (Em Funções de 1822-1823 & 1827-1828)
- José Bernardo de Tagle (General) (Em Funções de Fevereiro de 1823 & 1823-1824)
- José de La Riva Aguero (General) (Em Funções de Fevereiro-Junho de 1823)
- Antonio José de Sucre (Marechal) (Em Funções de Junho-Julho de 1823)
- Simon Bolívar (Generalissimo) (Em Funções de 1824-1827)
- Andrés de Santa Cruz (General) (Em Funções de Janeiro-Junho de 1827 & 1836-1838)
- Agustín Gamarra (General) (Em Funções de 1829-1833 & 1838-1841)
- Antonio Gutiérrez de La Fuente (General) (Em Funções de Junho-Setembro de 1829)
- Luis José de Orbegoso (General) (Em Funções de 1833-1836)
- Pedro Pablo Bermudez (General) (Em Funções de 1833-1834)
- Felipe Santiago Salaverry (General) (Em Funções de 1835-1836)
- Juan Crisóstomo Torrico (General) (Em Funções de Agosto-Outubro de 1842)
- Francisco Vidal (General) (Em Funções de 1842-1843)
- Manuel Ignacio de Vivanco (General) (Em Funções de 1843-1844)
- Domingo Nieto (General) (Em Funções de 1843-1844)
- Ramón Castilla (General) (Em Funções de Fevereiro-Agosto de 1844,1845-1851 & 1855-1862)
- José Rufino Echenique (General) (Em Funções de 1851-1855)
- Pedro Diez Canseco (General) (Em Funções de Abril-agosto de 1863 & Novembro de 1865)
- Juan Antonio Pezet (General) (Em Funções de 1863-1865 & Junho-Novembro de 1865)
- Mariano Ignacio Prado (General) (Em Funções de Abril-Junho de 1865,1865-1868 & 1876-1879)
- Tomás Gutiérrez (General) (Em Funções de Junho-Julho de 1872)
- Mariano Herencia Zevallos (General) (Em Funções de Julho-Agosto de 1872)
- Andrés Avelino Cáceres (General) (Em Funções de 1881-1882,1886-1890 & 1894-1895)
- Oscar R. Benavides (General) (Em Funções de 1914-1915 & 1933-1939)
- Luis Miguel Sánchez Cerro (Tenente-coronel) (Em Funções de 1930-1931 & 1931-1933)
- Manuel A. Odría (General) (Em Funções de 1948-1950 & 1950-1956)
- Ricardo Pérez Godoy (General) (Em Funções de 1962-1963)
- Nicolás Lindley López (General) (Em Funções de Março-Julho de 1963)
- Juan Velasco Alvarado (General) (Em Funções de 1968-1975)
- Francisco Morales Bermúdez (General) (Em Funções de 1975-1980)
- Ollanta Humala (Tenente-Coronel) (Em Funções de 2011-2016)

Suriname
- Dési Bouterse (Tenente-coronel) (Em Funções de 1980-1988 & 2010-2020)

Uruguai
- Fructuoso Rivera (Generalissimo) (Em Funções de 1825-1828,1830-1834 & 1838-1843)
- Venancio Flores (General) (Em Funções de 1854-1855 & 1865-1868)
- Lorenzo Batlle y Grau (General) (Em Funções de 1868-1872)
- Lorenzo Latorre (General) (Em Funções de 1876-1880)
- Máximo Santos (General) (Em Funções de 1882-1886 e Maio-Novembro de 1886)
- Máximo Tajes (General) (Em Funções de 1886-1890)
- Alfredo Baldomir (General) (Em Funções de 1938-1943)
- Óscar Gestido (General) (Em Funções de Março-Dezembro de 1967)
- Gregorio Conrado Alvarez (General) (Em Funções de 1981-1985)

Venezuela
- Isaías Medina Angarita (General de brigada) (Em Funções de 1941-1945)
- Carlos Delgado Chalbaud (Coronel) (Em Funções de 1948-1950)
- Marcos Pérez Jiménez (General) (Em Funções de 1952-1958)
- Hugo Chávez (Tenente-Coronel) (Em Funções de 1999-2013)

## Ásia
Bangladesh
- Ziaur Rahman (Tenente-general) (Em Funções de 1976-1981)
- Hussain Ershad (Tenente General) (Em Funções de 1982-1990)

Mianmar (antiga Birmânia)
- Ne Win (General) (Em Funções de 1958-1960 & 1962-1981)
- Sein Win (General de brigada) (Em Funções de 1974-1977)
- Maung Maung Kha (Coronel) (Em Funções de 1977-1988)
- Tun Tin (Coronel) (Em Funções de Junho-Setembro de 1988)
- Saw Maung (Senior General) (Em Funções de 1988-1992)
- Than Shwe (Senior General) (Em Funções de 1992-2011)
- Khin Nyunt (General) (Em Funções de 2003-2004)
- Soe Win (General) (Em Funções de 2004-2007)
- Thein Sein (General) (Em Funções de 2007-2016)
- Min Aung Hlaing (General) (Em Funções de 2021-Presente)

Camboja
- Lon Nol (Tenente-general) (Em Funções de 1966-1967 & 1969-1975)

Indonésia
- Suharto (General) (Em Funções de 1967-1998)
- Susilo Bambang Yudhoyono (General) (Em Funções de 2004-2014)

Irã
- Reza Khan (Brigadeiro) (Em Funções de 1923-1925)
- Haj Ali Razmara (General) (Em Funções de 1950-1951)
- Hossein Ala' (Coronel) (Em Funções de 1951 & 1955-1957)
- Fazlollah Zahedi (Major General) (Em Funções de 1953-1955)
- Gholam Reza Azhari (Major General) (Em Funções de 1978-1979)

Iraque
- Jamil al-Midfai (Major General) (Em Funções de 1933-1934,1935,1937-1938,1941 & 1953)
- Ali Jawdat al-Aiyubi (General) (Em Funções de 1934-1935 & 1949-1950)
- Abd al-Karim Qasim (General) (Em Funções de 1958-1963)
- Taha al-Hashimi (General) (Em Funções de 1941)
- Nureddin Mahmud (General) (Em Funções de 1952-1953)
- Muhammad Najib ar-Ruba'i (General) (Em Funções de 1958-1963)
- Abdul Salam Arif (Marechal de campo) (Em Funções de 1963-1966)
- Abd ar-Razzaq an-Naif (General) (Em Funções em 1966)
- Abdul Rahman Arif (General) (Em Funções de 1966-1968)
- Ahmed Hassan al-Bakr (General) (Em Funções de Fevereiro-Novembro de 1963 & 1968-1979)

Japão
- Hideki Tojo (General) (Em Funções de 1941-1944)
- Kuniaki Koiso (General) (Em Funções de 1944-1945)

Laos
- Khamtai Siphandon (Tenente-general) (Em Funções de 1991-2006)
- Choummaly Sayasone (Tenente-general) (Em Funções de 2006-2016)

Iêmen do Norte
- Ibrahim al-Hamadi (Tenente-coronel) (Em Funções de 1974-1977)

Paquistão
- Ayub Khan (Marechal de campo) (Em Funções de 1958-1969)
- Yahya Khan (General) (Em Funções de 1969-1971)
- Muhammad Zia-ul-Haq (General) (Em Funções de 1977-1988)
- Pervez Musharraf (General) (Em Funções de 1999-2008)

Filipinas
- Emilio Aguinaldo (General) (Em Funções de 1899-1901)

República da China
- Chiang Kai-shek (Generalissimo) (Em Funções de 1928-1975)
- Li Zongren (General) (Em Funções de 1949-1950)
- Chen Changxing (General) (Em funções de 1950-1954 & 1958-1963)

Coreia do Sul
- Song Yo Chan (Tenente-general) (Em Funções de 1961-1962)
- Park Chung-hee (General) (Em Funções de 1962-1979)
- Chun Doo-hwan (General) (Em Funções de 1980-1988)
- Roh Tae-woo (General) (Em Funções de 1988-1993)
- Moon Jae-in (Sargento) (Em Funções de 2017-2022)

Vietnam do Sul
- Duong Van Minh (General) (Em Funções de 1963-Janeiro de 1964 & Fevereiro-Outubro de 1964)
- Nguyen Khanh (General) (Em Funções de Janeiro-Agosto,Setembro-Novembro de 1964)
- Nguyen Cao Ky (Air Vice Marshal) (Em Funções de 1965-1967)
- Nguyen Van Thieu (Major General) (Em Funções de 1965-1975)

Síria
- Fawzi Selu (General) (Em Funções de 1951-1953)
- Adib Shishakli (General) (Em Funções de 1953-1954)
- Amin al-Hafiz (General) (Em Funções de 1963-1966)
- Hafez al-Assad (General) (Em Funções de 1970-2000)

Tailândia
- Plaek Pibulsonggram (Marechal de campo) (Em Funções de 1938-1944 & 1948-1957)
- Khuang Abhaiwongse (Major) (Em Funções de 1944-1945,Janeiro-Março de 1946 & 1947-1948)
- Thawal Thamrong Navaswadhi (Contra-almirante) (Em Funções de 1946-1947)
- Thanom Kittikachorn (Marechal de campo) (Em Funções de Janeiro-Outubro de 1958 & 1963-1973)
- Sarit Dhanarajata (Marechal de campo) (Em Funções de 1958-1963)
- Sangad Chaloryu (Almirante) (Em Funções de 1976-1980)
- Prem Tinsulanonda (General) (Em Funções de 1980-1988)
- Chatichai Choonhavan (General) (Em Funções de 1988-1991)
- Sunthorn Kongsompong (General) (Em Funções de 1991-1992)
- Suchinda Kraprayoon (General) (Em Funções de Abril-Maio de 1992)
- Sonthi Boonyaratglin (General) (Em Funções de Setembro-Outubro de 2006)
- Surayud Chulanont (General) (Em Funções de 2006-2008)
- Prayuth Chan-ocha (General) (Em Funções de 2014-2023)

## Europa
Bulgária
- Kimon Georgiev (General) (Em Funções de 1934-1935 & 1944-1946)

Inglaterra
- Oliver Cromwell (Capitão-general) (Em Funções de 1653-1658)

Finlândia
- Carl Gustaf Emil Mannerheim (General / Marechal de campo) (Em Funções de 1918-1919 & 1944-1946)

França
- Louis Jules Trochu (General) (Em Funções de 1870-1871)
- Patrice de Mac-Mahon, duque de Magenta (Marechal da França) (Em Funções de 1873-1879)
- Philippe Pétain (Marechal da França) (Em Funções de 1940-1944)
- François Darlan (Almirante) (Em Funções de 1941-1942)
- Charles de Gaulle (General de brigada) (Em Funções de 1944-1946)

Grécia
- Stylianos Gonatas (Coronel) (Em Funções de 1922-1924)
- Theodoros Pangalos (Tenente General) (Em Funções de 1924-1926)
- Nikolaos Plastiras (General) (Em Funções de Janeiro-Abril de 1945)
- Petros Voulgaris (Contra-almirante) (Em Funções de Abril-Outubro de 1945)
- Georgios Zoitakis (General) (Em Funções de 1967-1972)
- Georgios Papadopoulos (Coronel) (Em Funções de 1967-1973)
- Phaedon Gizikis (General) (Em Funções de 1973-1974)

Hungria
- Miklós Horthy (Vice-almirante) (Em Funções de 1920-1944)
- Géza Lakatos (Tenente-general) (Em Funções de Agosto-Outubro de 1944)
- Béla Miklós (Tenente-general) (Em Funções de Fevereiro-Novembro de 1945)

Polônia
- Józef Piłsudski (Marechal) (Em Funções de 1918-1922 & 1926-1928, líder de facto de 1928-1935)
- Wladyslaw Sikorski (Major General) (Em Funções de 1922-1923)
- Felicjan Slawoj-Skladkowski (Major General) (Em Funções de 1936-1939)
- Wojciech Jaruzelski (General) (Em Funções de 1981-1990)

Portugal
- Gomes da Costa (General) (Em Funções de Junho-Julho de 1926)
- Óscar Carmona (Marechal) (Em Funções de 1926-1951)
- Francisco Craveiro Lopes (General) (Em Funções de 1951-1958)
- Américo Thomaz (Contra-almirante) (Em Funções de 1958-1974)
- António de Spínola (General) (Em Funções de Abril-Setembro de 1974)
- Francisco da Costa Gomes (General) (Em Funções de 1974-1976)
- António Ramalho Eanes (General) (Em Funções de 1976-1986)

Romênia
- Ion Antonescu (Marechal) (Em Funções de 1940-1944)

Espanha
- Miguel Primo de Rivera (Capitão-general) (Em Funções de 1923-1930)
- Francisco Franco (Generalissimo) (Em Funções de 1939-1975)
- Luis Carrero Blanco (Almirante) (Em Funções de Junho-Dezembro de 1973)

República Socialista Federativa da Iugoslávia
- Josip Broz Tito (Marechal) (Em Funções de 1945-1980)

União Soviética
- Kliment Voroshilov (Marechal) (Em Funções de 1953-1960)

Turquia
- Mustafa Kemal (Em Funções de 1922-1938 como Presidente)
- Cemal Gürsel (General) (Em Funções de 1960-1961 como Primeiro Ministro & 1961-1966 como Presidente)
- Cevdet Sunay (General) (Em Funções de 1966-1973)
- Bülend Ulusu (Almirante) (Em Funções de 1980-1983)
- Kenan Evren (General) (Em Funções de 1980-1989)

## Oceania
Fiji
- Sitiveni Rabuka (Coronel) (Em Funções de Maio-Dezembro de 1987)
- Frank Bainimarama (Comodoro) (Em Funções de Maio-Julho de 2000 & 2006-2022)
- Sitiveni Rabuka (major general) (Em funções desde 2022)